# 2025년 주가 대폭락
2025년 주가 대폭락(2025年株價大暴落)은 2025년 4월 2일부터 미국 대통령 도널드 트럼프가 시작한 관세 부과 및 무역 전쟁으로 촉발된 전세계적 주식시장의 심각한 경기후퇴 현상이다. 4월 2일 도널드 트럼프 대통령은 미국 경제 전반에 영향을 미치는 전면 관세를 발표하면서 해방의 날을 선언했다. 트럼프는 의도적으로 주가 폭락을 유도했다는 주장을 맞다고 받아들였고 이와 함께 동맹국간의 경제적 긴장과 글로벌 무역 전쟁, 경기 침체 가능성이 높아졌다. 해방의 날 이후 미국을 포함한 전 세계 주식시장에 패닉 셀링(Panic selling)이 발생했다. 이는 도널드 트럼프 1기 당시 코로나19 범유행으로 발생한 경기후퇴와 2020년 주가 대폭락 이후 가장 큰 폭으로 발생한 하락장이다.
도널드 트럼프 2기 행정부 출범 당시 트럼프는 강세를 보이던 미 증시시장을 이어받았다. 취임 후 몇 주 간은 이 기조가 유지되었지만 트럼프 행정부가 보호무역주의와 경제적 압박을 위해 이전 무역 전쟁 격화, 새 무역 전쟁 시작, 고관세부과, 특히 캐나다 등을 향한 동맹국과의 긴장 고조 등등 점점 더 공격적인 무역 정책을 펼치기 시작했다. 트럼프 행정부가 이런 무역정책을 계속 시행하며 시장은 지속적으로 혼란과 큰 변동성, 전반적인 불확실성이 생기기 시작했다.
다우 존스 산업평균지수는 48시간동안 4,000 포인트가 하락하며 사상 처음으로 연속으로 1,500 포인트 이상 하락했다. 일본 닛케이 지수는 8% 가까이 급락하며 서킷브레이커가 걸려 주식 거래가 제한되었다. 캐나다 TSX 지수는 하루 만에 4.8% 하락했다. 변동성지수(VIX)는 두 배로 증가하며 코로나 범유행 기간 동안 상승의 절반만큼 한번에 늘어났고, 경기 침체 위험성과 경제 보복 가능성이 늘어나며 시장 전망이 더욱 악화되었다.
4월 3일부터 8일까지 4일 동안 시가총액이 총 약 8조 6850억 달러(한화 약 1경 1900조원)이 감소했다.
4월 9일 오후, 트럼프가 중국을 제외한 모든 교역국에 대하여 상호 관세를 90일간 유예하기로 했다고 발표했다. 10%의 기본 보편 관세는 유지하지만 상호관세는 유예하는 것으로 국가별 적정 관세를 협상하기 위함이라고 트럼프가 밝혔다. 반면 중국산 수입품에 대해선 관세를 104%에서 125%로 올렸다.
이로 인하여 주가가 급속도로 폭등하였다. 트럼프의 관세로 큰 피해가 예상됐던 애플은 15.33% 폭등하며 시가총액 1위 자리를 마이크로소프트로부터 탈환했다. 마이크로소프트는 10.13%, 엔비디아는 18.72%, 테슬라는 22.69% 폭등했다. 4월 10일 한국의 주가도 폭등하였다. 그린케미칼, 흥국화재, 등 많은 주가가 전일대비 30% 폭등하고, SK하이닉스, LG에너지솔루션은 11% 급등했다.
2025년 4월 17일, 제롬 파월 미 연준 의장의 경기 둔화 우려 발언으로 인해 크게 하락했다.

## 배경
도널드 트럼프는 두 번째 임기 시작 이후, 미국 내 산업 성장을 촉진하고 무역 적자를 줄이기 위한 목적으로 경제 자립과 보호무역주의 정책을 추진해왔다. 이러한 정책의 일환으로 트럼프 행정부는 미국 제품과 산업에 대한 해외 국가들의 구매 및 투자를 유도하기 위해 관세를 활용하기 시작하였다. 이로 인해 이미 진행 중이던 미중 무역 전쟁의 긴장이 고조되었으며, 멕시코 및 캐나다 수입품에 새로운 관세를 부과함으로써 멕시코 및 캐나다와도 무역 전쟁이 시작되었다. 이로 인해 점차 주식 시장의 불안정성이 증가하였고 경기 침체에 대한 우려가 제기되기 시작하였다. 2025년 2월까지 주식 시장은 하락세에 접어들었다.
2025년 3월 21일, 트럼프는 무역 적자가 있는 국가들에 대규모 관세를 부과하겠다는 내용을 담은 해방의 날(Liberation Day)을 발표하였다. 보다 구체적인 내용은 제시되지 않았으며 단지 더 큰 관세가 부과될 것이라는 약속만 있었음에도 불구하고, 더 큰 무역 전쟁에 대한 우려가 시장의 변동성을 더욱 가중시켰다. 발표 이전, S&P 500 지수는 해당 해 3월 13일까지 2월 최고점 대비 10.1% 하락하였다. 트럼프는 해방의 날을 4월 2일로 지정하였는데, 그 이유로는 “만약 4월 1일이었으면, 아무도 내 말을 믿지 않았을 것이기 때문”이라고 밝혔다. 트럼프는 해당 날 전 세계를 대상으로 하는 관세를 도입하겠다고 발표하였다. 그는 국제 비상경제권법(International Emergency Economic Powers Act)에서 부여된 권한을 활용하여, 미국의 지속적인 무역 적자가 국가적 비상사태임을 선언함으로써 이러한 관세를 일방적으로 부과하였다. 도입된 새로운 관세는 매우 전방위적이며, 일부 자원 예외(무인도인 맥도널드 제도를 포함하여)를 제외한 모든 수입품에 10%의 기준 관세가 부과되었다. 그 외에도 중국에 54%, 유럽연합에 20%, 베트남에 46%, 태국에 36%, 대한민국에 25%, 일본에 24%, 캄보디아에 49%, 대만에 32%의 관세가 부과되었다.
경제적 보호무역주의는 지난 10년간 미국인들 사이에서 점점 더 인기를 끌었으나, 이번 대규모 관세 정책은 미국 내에서도 즉각적으로 강한 반발에 직면하였다. 이러한 반발은 보호무역주의자들을 포함하여, 공화당과 민주당 관계자들, 그리고 경제학자들 사이에서 광범위하게 나타났으며, 이들은 해당 조치를 권력 남용, 경제 정책의 과잉 확대, 미국 시장에 있어 "최악 중의 최악의 시나리오", 혹은 "블랙 먼데이(Black Monday)"에 비견될 수 있는 사건으로 규정하였다. 이번 관세 조치는 전 세계 지도자들 사이에서도 우려를 불러일으켰다.

## 초기 진행

### 미국
2025년 4월 3일 시장 개장과 동시에 나스닥 지수는 1,600포인트나 하락했는데, 이는 코로나19 범유행 시작 이후 최악의 매도세였다. S&P 500 지수는 4월 3일 하루에 6.65% 하락하여, 서킷브레이커(7%부터 발동)을 촉발할 뻔하였다. 다음 날인 4월 4일, 중국은 34%의 보복 관세를 부과하였다. 이로 인해 다우존스 지수는 2,200포인트 이상 하락하였고, S&P 500은 다시 한 번 6% 하락하였으며, 나스닥은 5.8% 하락하여 베어마켓(의미 참고)에 진입하였다. 이틀간 다우존스 지수는 4,000포인트 이상(9.48%) 하락하였고, S&P는 10%, 나스닥은 11% 하락하였다. 이틀 사이에 약 5조 달러의 손실이 발생하였으며, 이는 역대 최대 손실이었다.
4월 3일부터 4일까지는 미국 역사상 처음으로 다우존스 지수가 연속 이틀 동안 1,500포인트 이상 하락하였다. 이틀 동안의 하락은 S&P 500 기준 사상 최악이었다. 4월 4일까지 미국 주식 시장은 약 5조 달러를 상실하였다. 또한 4월 4일까지 유가도 7% 하락하여 2021년 이후 최저치를 기록하였다. 4월 7일 시장 개장 시점, 주식은 다시 큰 폭으로 하락하였다. 이 사흘간의 손실은 블랙 먼데이 이후 최악의 손실로 기록되었다. 동부시간 기준 오전 10시 직후 CNBC의 월터 블룸버그는 국가경제위원회(National Economic Council) 국장 케빈 해셋(Kevin Hassett)이 중국을 제외한 모든 관세를 90일간 일시 중단하는 방안을 트럼프 행정부가 고려 중이라고 보도하였다. 이 발표로 시장은 일시적으로 급반등하였다. 그러나 40분 뒤, 오전 10시 40분경 Rapid Response 47 트위터 계정이 해당 보도를 “가짜 뉴스”라고 밝히자, 시장은 한 시간 안에 다시 하락세로 돌아섰다. 4월 6일보다 다소 낮게 마감한 이날, 다우존스 지수는 300포인트 이상 하락한 반면, 나스닥은 2008년 이후 최대 일중 반등을 기록하며 소폭 상승하였다.
다음 날인 4월 8일, 미국 증시는 크게 회복되었으며, 다우존스 지수는 400포인트 상승하였고 S&P 및 나스닥은 각각 1% 미만의 상승을 보였다. 이는 일본이 미국과 협상을 진행 중이라는 트럼프의 발언에 기인하였다. 그러나 트럼프가 중국에 대한 관세를 84% 추가 인상하여 총 104%로 만들겠다고 발표하자 몇 시간 만에 시장은 다시 하락세로 돌아섰다. 이는 자정부터 발효될 예정이었다. 이로 인해 다우존스 지수는 오전의 상승분을 모두 잃고 약 300포인트 하락하였으며, S&P 500과 나스닥도 각각 1%, 2% 하락하였다.

### 국제
원유 가격은 큰 폭의 하락세를 보이기 시작하였다. 4월 8일까지 원유는 배럴당 약 60달러로 마감하며 2021년 이후 최저 수준을 기록하였다. 서부 텍사스산 중질유(WTI)는 60달러 이하로 떨어졌으며, 최저 58.95달러까지 하락한 뒤 다소 반등하였지만 여전히 2021년 이래 가장 약세였다. 브렌트유는 3.7% 하락한 배럴당 63.15달러를 기록하였으며, 이 역시 2021년 이후 최저치였다. 이러한 하락은 경기 침체 가능성으로 인해 원유 수요가 줄어들 것이라는 우려에서 비롯된 것이다. 구리 등 비철금속과 커피 산업 또한 침체 우려 속에 가격 하락을 겪었다. 커피 산업은 거의 전적으로 미국이 관세를 부과한 지역에 위치해 있으며, 미국은 커피 원두의 주요 수입국이다.
캐나다의 TSX 지수는 24시간 동안 3.8% 하락하였으며, 다음 날인 4월 4일에는 추가로 4.6% 하락하였다. 사흘 뒤인 4월 7일에는 작년 9월 6일 이후 7개월 최저치를 기록하였으며, 에너지 및 금융주 역시 큰 하락을 겪었다.

### 아시아
한국에서는 코스피가 5% 이상 하락하였다. 일본에서는 니케이 225 지수가 7% 하락하며 2020년 3월 이후 최대 하락폭을 기록하였고, 이로 인해 거래 중단 조치가 발동되었다. 이는 지난주 9% 하락에 이은 연속된 경제 침체였다. 4월 6일, 니케이 225는 사상 세 번째로 큰 일일 하락폭을 기록하며 2023년 10월 이후 최저치로 마감하였다. 그러나 다음 날 주가는 반등하여 1,800포인트 이상 상승하였다. 거래 중단으로 인해 선물 거래는 일시 중단되었다. 호주의 S&P/ASX 200 지수는 첫 며칠간은 회복력이 있었고 소폭 하락만 있었지만, 4월 7일에는 30분 만에 6% 하락하였다.

### 유럽
STOXX 600 지수는 4월 3일 2.6% 하락한 데 이어 다음 날인 4월 4일에는 3.1% 추가 하락하였다. 해당 주간 총 8.4% 하락은 5년 만에 최악의 주간 손실이었다. 다음 주인 4월 7일, 지수는 6% 하락 후 4.54% 하락으로 마감하였다. 4월 7일, 바클레이스는 해당 지수의 연말 전망치를 580에서 490으로 하향 조정하였으며, “이번 위기에는 전례도 없고 신뢰할 수 있는 분석 체계도 없다”며 그 전망이 큰 의미를 가지지 않는다고 경고하였다.
FTSE 100 지수는 4월 4일 거의 5% 하락하여 3개월 최저치이자 2020년 3월 이후 최대 일일 하락폭을 기록하였다. JD 스포츠(JD Sports)를 제외한 모든 종목이 하락하였다. FTSE 250도 4.4% 하락하며 16개월 최저치를 기록하였다. 4월 7일 개장 시 FTSE 100은 6% 이상 하락했으나, 장 마감 시에는 하락폭이 다소 줄어들며 4.25% 하락으로 마감하였다.
스페인의 IBEX 35 지수는 4월 4일 5.83% 하락하여 올해 최대 하락폭을 기록하였다. 4월 7일에는 추가로 7% 하락하였고, 모든 구성 종목의 가격이 하락하며 5.12% 하락으로 마감하였다.

### 아프리카
아프리카 최대의 증권거래소인 요하네스버그 증권거래소는 트럼프가 남아프리카공화국에 30% 관세를 부과하겠다고 지시한 이후 올해 최대 하락폭을 기록하였으며, 시가총액의 9% 이상이 증발하였다.

## 주요 경제권 표
| 지수                   | 국가 | 4월 3일   | 4월 3일            | 4월 4일   | 4월 4일            | 4월 7일   | 4월 7일           | 4월 8일   | 4월 8일            | 4월 9일   | 4월 9일            |
| 지수                   | 국가 | 마감      | 변동               | 마강      | 변동               | 마감      | 변동              | 마감      | 변동               | 마감      | 변동               |
| ---------------------- | --- | --------- | ------------------ | --------- | ------------------ | --------- | ----------------- | --------- | ------------------ | --------- | ------------------ |
| 다우 존스 산업평균지수 | 미국 | 40,545.93 | −1,679.39 (−3.98%) | 38,314.86 | −2,231.07 (−5.50%) | 37,965.60 | −349.26 (−0.91%)  | 37,645.59 | −320.01 (−0.84%)   | 40,608.45 | 2,962.86 (+7.87%)  |
| 나스닥 종합주가지수    | 미국 | 16,550.60 | −1,050.44 (−5.97%) | 15,587.79 | −962.82 (−5.82%)   | 15,603.26 | 15.48 (+0.099%)   | 15,267.91 | −335.35 (−2.15%)   | 17,124.97 | 1,857.06 (+12.16%) |
| S&P 500                | 미국 | 5,396.52  | −274.45 (−4.84%)   | 5,074.08  | −322.44 (−5.97%)   | 5,062.25  | −11.83 (−0.23%)   | 4,982.77  | −79.48 (−1.57%)    | 5,456.90  | 474.13 (+9.52%)    |
| 러셀 2000              | 미국 | 1,910.55  | −134.82 (−6.59%)   | 1,830.26  | −80.29 (−4.20%)    | 1,810.14  | −16.89 (−0.92%)   | 1,760.71  | −49.43 (−2.73%)    | 1,913.16  | 152.45 (+8.66%)    |
| 유로 스톡스 50         | 유럽 연합 목록 - 오스트리아 - 벨기에 - 크로아티아 - 키프로스 - 에스토니아 - 핀란드 - 프랑스 - 독일 - 그리스 - 아일랜드 - 이탈리아 - 라트비아 - 리투아니아 - 룩셈부르크 - 몰타 - 네덜란드 - 포르투갈 - 슬로바키아 - 슬로베니아 - 스페인 | 5,113.28  | −190.67 (−3.59%)   | 4,878.31  | −234.97 (−4.60%)   | 4,656.41  | −221.90 (−4.55%)  | 4,773.65  | 117.24 (+2.52%)    | 3,968.17  | -156.75 (-3.80%)   |
| 상하이 종합지수        | 중국 | 3,342.01  | −8.12 (−0.24%)     | 휴일      | 휴일               | 3,096.58  | −245.43 (−7.34%)  | 3,145.55  | 48.97 (+1.58%)     | 3,186.81  | 41.26 (+1.31%)     |
| DAX                    | 독일 | 21,717.39 | −673.45 (−3.01%)   | 20,641.72 | −1,075.67 (−4.95%) | 19,789.62 | −852.10 (−4.13%)  | 20,280.26 | 490.64 (+2.48%)    | 19,670.88 | -609.38 (-3.00%)   |
| 닛케이 평균주가        | 일본 | 34,735.93 | −989.94 (−2.77%)   | 33,780.58 | −955.35 (−2.75%)   | 31,136.58 | −2644.00 (−7.83%) | 33,012.58 | +1,876.00 (+6.03%) | 31,714.03 | -1,298.55 (-3.93%) |
| 코스피                 | 대한민국 | 2,486.70  | −19.16 (−0.76%)    | 2,465.42  | −21.28 (−0.86%)    | 2,328.20  | −137.22 (−5.57%)  | 2,334.23  | +6.03 (+2.06%)     | 2,293.70  | -40.53 (-1.74)     |
| S&P/ASX 200            | 오스트레일리아 | 7,859.70  | −75.00 (−0.94%)    | 7,667.80  | −192.20 (−2.44%)   | 7,343.30  | −324.50 (−4.23%)  | 7,510.00  | +166.70 (+2.27%)   | 7,375.00  | -135.00 (-1.80%)   |
| S&P/TSX                | 캐나다 | 24,335.77 | −971.41 (−3.84%)   | 23,193.47 | −1,142.30 (−4.70%) | 22,859.46 | −334.01 (−1.44%)  | 22,506.90 | −352.56 (−1.54%)   | 23,727.03 | 1,220.13 (+5.42%)  |

## 같이 보기
- 주가 대폭락 및 약세장 목록
- 다우 존스 산업평균지수의 일간 최대 변동치 목록
- 2020년 주가 대폭락
- 검은 월요일 (1987년)